# 북부전구

북부전구

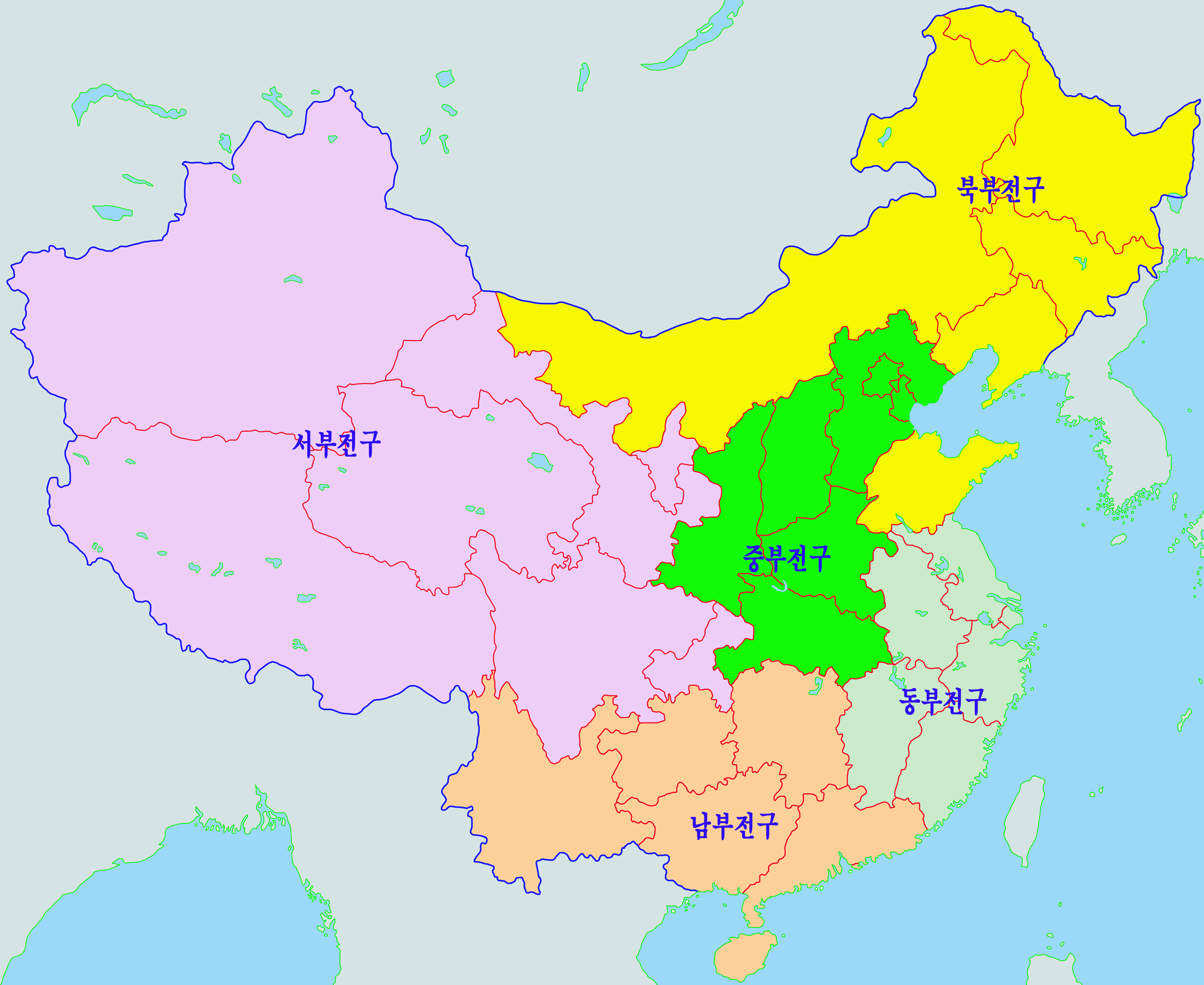
중국은 세계 4위 영토대국이며 세계 2위 경제대국이기 때문에 광활한 영토를 지키기 위해 영토를 기점으로 5개의 지역사령부가 지키고 있다. 이들은 전구로 불린다.

중국인민해방군 북부전구(中國人民解放軍 北部戰區, 영어: Northern Theater Command, NTC)는 중국 인민해방군의 전구다. 5대 전구 중 북부에 위치한 전구이다. 과거의 선양군구와 권역이 거의 일치하고, 베이징군구와 지난군구의 일부를 편입했다.

## 역사
아무르강(흑룡강), 길림성, 요녕성, 내몽고, 산둥성의 5개 성급 지방정부를 포함한다.
2020년 3월, 육군교육사령부는 ‘중국 지상군의 작전 수행 양상 및 북부 전구 작전 수행 역량’이라는 제목의 외부 용역 과제를 선정해 8개월 기간의 연구에 돌입했다. 육군이 제시한 요구계획서를 보면 연구 배경에 중국 인민해방군의 북부 전구를 한반도에 가장 큰 위협으로 표현했다.
2016년 7대 군구(선양, 베이징, 지난, 난징, 광저우, 청두, 란저우)를 5대 전구(북부, 중부, 서부, 동부, 남부)로 개편했다. 군구→전구 전환은 30년 만에 이뤄진 것으로 한반도 사드(THAAD·고고도미사일방어체계) 배치, 북한 핵·미사일 문제, 남·동중국해 영유권 갈등 등 안보 환경 변화가 반영된 것이다.
2017년 4월 25일, 새벽부터 북중 접경지역을 관할하는 북부전구(戰區)에 가장 높은 '1급 전비 태세'에 들어갔다. 북중접경에 20만병력이 명령을 대기중이다.
인민해방군의 집단군은 여러 사단과 여단으로 편성된 대규모 군사조직으로 산하에 보병부대, 장갑부대, 포병부대, 방공부대, 공정부대, 통신부대, 화생방 대응부대, 전자대응부대, 항공부대 등을 거느린다.
북부전구 사령관은 상장(3성장군)이고, 정치위원은 공군 상장(3성장군)이다.

### 방어하는 영토
북부전구의 전담 지역은 네이멍구 자치구, 산둥반도, 동북삼성이 들어가며, 해역까지는 황해에 이른다. 국방하는 영토 면적은 354만km2에 달해 대한민국의 실효 지배 영토(약 10만km2)의 35배가 넘는다. 중국 5대 전구 중에서 해안선이 3번째로 긴 전구다.

### 군사적 가치

#### 해상의 가치
보하이만에는 미국 해군, 일본 해상자위대의 군함이나 항공기가 쉽사리 접근할 수가 없으며 지리적으로 폐쇄적인 보하이만의 지형 구조 덕분에 상위 언급한 무기로 레이더 감시도 제한사항이 많아서 사실상 중국군의 최대 위협 세력인 미국, 일본 양국의 감시로부터 제일 자유로운 중국 해군의 활동 장소다. 어디까지나 보하이만의 중국 영해나 배타적 경제 수역 혹은, 영공, 방공 식별 구역이 존중되는 평시의 상황에서다. 실제로 이것을 증명이나 하듯이 서로 영토가 단절돼 있는 랴오둥반도, 산둥반도가 모두 북부전구에 속하며 이러한 지형 배치는 보하이만을 방어하기 유리하다.

#### 육상의 가치
북부전구가 방어하는 동북삼성의 바로 밑에는 조선민주주의인민공화국이 위치해 있다. 북한의 급변사태시 북상해 올라올 수 있는 미군, 한국군과의 장래의 마찰이 생길 때 중국으로선 북부전구를 통해 대응할 수 있다.

#### 방공의 가치
미국에서 중국으로 날아가는 전략 미사일의 최단거리가 바로 이 북부전구가 속한 동북삼성의 상공을 지나쳐간다. G2인 중국 역시 미국에 못지 않게 MD를 구축해야하기 때문에 북부전구가 전략 미사일 전투 임무를 맡게 될 것은 필연이다. 실제로 이것을 증명이나 하듯이 헤이룽장(黑龍江)성 솽야산(雙鴨山)의 한 항공우주관측제어소에는 조기경보 레이더가 설치돼 있다. 이는 미국의 SSPARS와 거의 흡사하며 포지션도 같다.

### 경제적 가치
북부전구가 전담하는 지역은 5대 전구 중에서 2위 규모의 경제력을 가졌다. 그리고 중국의 소수민족 중 경제 수준이 가장 높은 조선족의 고향이기 때문에 정치적인 입김도 세다.

### 중국군 안에서의 위상
2020년 기준 세계 경제력 순위 10위인 대한민국과 12위인 러시아와 영토로 가장 인접한 부대이기 때문에 중국군 내에서 위상이 높은 편이다. 무엇보다 중국을 미사일 공격으로부터 방어할 수 있는 최고의 지대여서 전략적 가치가 높다고 평할 수 있다. 심양 항공 공사(瀋陽 飛機 工業)가 위치해 있어 중국 인민해방군 공군의 주력 전투기인 선양 J-11 전투기를 생산하고 있기도 하다. 그리고 만주는 20세기 전반, 아시아 패권을 쥐고 있던 일본 제국이 지배했었기 때문에 아시아 패권의 상징이기도 하다.

## 북부전구 사령부
- 사령부 : 랴오닝성 선양
- 사령원 : 리챠오밍 상장
- 정치위원: 팬샤오준 상장
- 부사령원: 우옌안 중장
- 부정치위원: 젠쑤안(郑璇) 중장
- 연합참모부(참모장 왕시신(王西欣) 중장)
- 합동작전사령부 정치공작부(주임 리우지안(刘建) 중장)

## 육군
북·중 접경을 관할하는 옛 선양 군구 소속 제78집단군과 제79집단군, 옛 지난 군구의 제80집단군은 북부전구 육군으로 배속됐고, 구 제40집단군은 해체되었다.
- 북부전구 육군사령부 = 지난
- 사령원 : 쉬젠루(石正露) 중장
- 정치위원 : 정쑤언(郑璇) 중장

- 제78집단군(第78集團軍)/81021부대 - 지린성 창춘시(구 선양 군구 제16집단군)
  - 제8 합성여단(第八合成旅團)
  - 제48 합성여단(第48合成旅團)
  - 제69합성여단(第69合成旅團)
  - 제115합성여단(第115合成旅團)
  - 제202합성여단(第202合成旅團)
  - 제2024합성여단(第204合成旅團)
  - 제21포병여단(第78砲兵旅團)
  - 제78특전여단(第78特戰旅團)
  - 제78육항여단(第78陸航旅團)
  - 제78방공여단(第78防空旅團)
  - 제78공정방화여단(第78工程防化旅團)
  - 제78근무지원여단(第78勤務支援旅團)
- 제79집단군(第79集團軍)/81043부대 - 랴오닝성 랴오양(구 선양 군구 제39집단군)
  - 제46합성여단(第46合成旅團)
  - 제116 합성여단 (第116合成旅團)
  - 제190  합성여단 (第190合成旅團)
  - 제 119 합성여단(第119合成旅團)
  - 제 200 합성여단(第200合成旅團)
  - 제 79방공여단(第79防空旅團)
  - 제 79포병여단(第79砲兵旅團)
  - 제 79공병여단(第 79工兵旅團)
  - 제 79육항여단(陆航第七十九旅團)
  - 제 79방화여단(防化第七十九旅團)
  - 부교연대(舟桥聯隊)
  - 제 79근무지원여단(勤务支援第七十九旅團)
  - 전자대반응단(電子對抗分聯隊)
  - 제 79특전여단特战第七十九旅團)
- 제80집단군(第80集團軍) 71146부대  사령부=山東省濰坊 산둥성 웨이팡시(구 지난 군구 제26집단군)
  - 제47합성여단(第47合成旅團))
  - 제69 합성여단(第69合成旅團)
  - 제118합성여단(第118合成旅團)
  - 제138합성여단(第138合成旅團)
  - 제199합성여단(第199合成旅團)
  - 제203합성여단(第203合成旅團)
  - 제80포병여단(第80砲兵旅團)
  - 제80특전여단(第80特戰旅團)
  - 제80육항여단(第80陸航旅團)
  - 제80방공여단(第80防空旅團)
  - 제80공정방화여단(第80工程防化旅團)
  - 제80근무지원여단(第80勤務支援旅團)
- 구 지난 군구 제40집단군[5](第40集團軍)/81054부대 - 라오닝성 진저우시 (해체)
  - 제118보병여단(第118歩兵旅團)
  - 제119보병여단(第119歩兵旅團)
  - 제192보병여단(第191歩兵旅團)
  - 제5장갑여단(第5装甲旅團)
  - 제7포병여단(第7砲兵旅團)
  - 방공포여단(防空砲兵旅團)

## 해군
북부전구 해군 = 칭다오
- 북해함대 사령부
- 사령원 : 후종밍(胡中明) 중장
- 정치위원 : 푸야오취안(傅耀泉) 중장

### 중국 인민해방군 해군 전구별 전력 비교
| 전구 | 항공모함 | 상륙함 | 방공구축함 | 미사일 호위함 | 원잠 | 재래식잠수함 | 함대총톤수 |
| ---- | -------- | ------ | ---------- | ------------- | ---- | ------------ | ---------- |
| 북부 | 1        | 2      | 15         | 35            | 0    | 8            | 60만t      |
| 동부 | 0        | 2      | 19         | 32            | 6    | 32           | 90만t      |
| 남부 | 1        | 2      | 18         | 26            | 4    | 24           | 70만t      |
| 전체 | 2        | 6      | 52         | 93            | 10   | 64           | 220만t     |

## 공군
한반도 타격을 위해 준비된 공군력도 막강하다. 한반도 일대를 주요 작전구역으로 삼는 공군기지는 비행연대급 이하 규모가 배치된 작은 비행장을 제외해도 13개 이상이 식별된다. 중국공군의 비행사단과 연대의 편제를 감안했을 때 한반도에 투입될 준비를 하고 있는 전투기와 폭격기 수는 800대가 넘는다. 중국공군과 해군항공대 전체 전술기 숫자의 3분의 1이 넘는 수준이다.
- 인민해방군 공군 북부전구 = 선양
- 사령원 : 쉬슈에창(许学强) 중장
- 정치위원 : 카이리샨(蔡立山) 소장
  - 중국 인민해방군 공군 다롄기지 - 랴오닝성 다롄시에 위치한 공군기지
  - 중국 인민해방군 공군 지난기지 - 산둥성 지난시에 위치한 공군기지

북한과 국경을 맞대고 있는 단둥(丹東)과 인근에 있는 안산 공군기지, 다롄 공군기지에는 러시아의 수호이 Su-27SK 전투기를 카피한 선양 J-11 전투기를 배치해 유사시 한반도 상공에서의 제공권 장악을 위한 준비를 마쳤고, 산둥반도의 라이양 공군기지에 H-6G/K 폭격기를, 라이양 공군기지 인근 라이산 공군기지와 웨이팡 공군기지에 시안 JH-7을 배치하고 주변 기지에 청두 J-10 전투기를 대량으로 배치하고 있다.
산둥성 웨이하이 공군기지(威海)에는 제12전투기 사단ㆍ여단과 웨이팡 공군기지(潍坊)의 제5공격 사단ㆍ여단 등이 배치돼 있다.
2018년 2월 14일, 중국이 스텔스 전투기 J-20을 산둥성에 배치했다. 신랑 군사망에 따르면, 젠-20이 배치된 곳은 허베이성 창저우 비행훈련기지, 동부전구 왕하이(王海) 공군여단, 그리고 최근 건설된 산둥반도 모 공군기지다. 이 중 산둥반도 공군기지는 황해(우리의 서해)와 발해만을 바라보는 곳이다. 이 매체는 젠-20 전용 격납고와 계류장이 건립돼 있는 산둥반도 기지의 위성사진을 게재했다. 신랑 군사망은 "작전반경 2,000km인 젠-20이 산둥반도 최전선 기지에서 출격해 마하 2.5의 속도로 날아갈 경우 단 30분이면 1,200km 떨어진 일본 이와쿠니(岩國)에 도달할 수 있고 일본 전역을 타격할 수 있다"고 전했다.

### 편성
- 북부전구1 - 선양 MRAF
  - 제1항공사단 - J-11/J-11B연대 + J-10연대 + J-8A연대
  - 제11항공사단 - 2개 전폭기연대 + Q-5D
  - 제21항공사단 (지린성 옌벤) - J-8H연대 + J-7연대 + J-8B연대
  - 제30항공사단 - J-8A/E연대 + J-8F연대 + J-7E연대
  - 1개 독립정찰연대 + JZ-8
  - An-30/CJ-6/H-5/HJ-5/JJ-5/K-8/Y-7로 구성된 3개 비행훈련학교
  - 1개 복합방공여단
  - 1개 SAM여단
- 북부전구2 - 지난 MRAF
  - 제5항공사단 - Q-5E연대 + JH-7A연대
  - 제12항공사단 - J-8B 2개 연대 + J-7G연대
  - 제19항공사단 - Su-27SK연대 + J-11연대 + J-7E연대
  - 1개 독립정찰연대 + JZ-6
  - 4개 SAM여단

## 갤러리

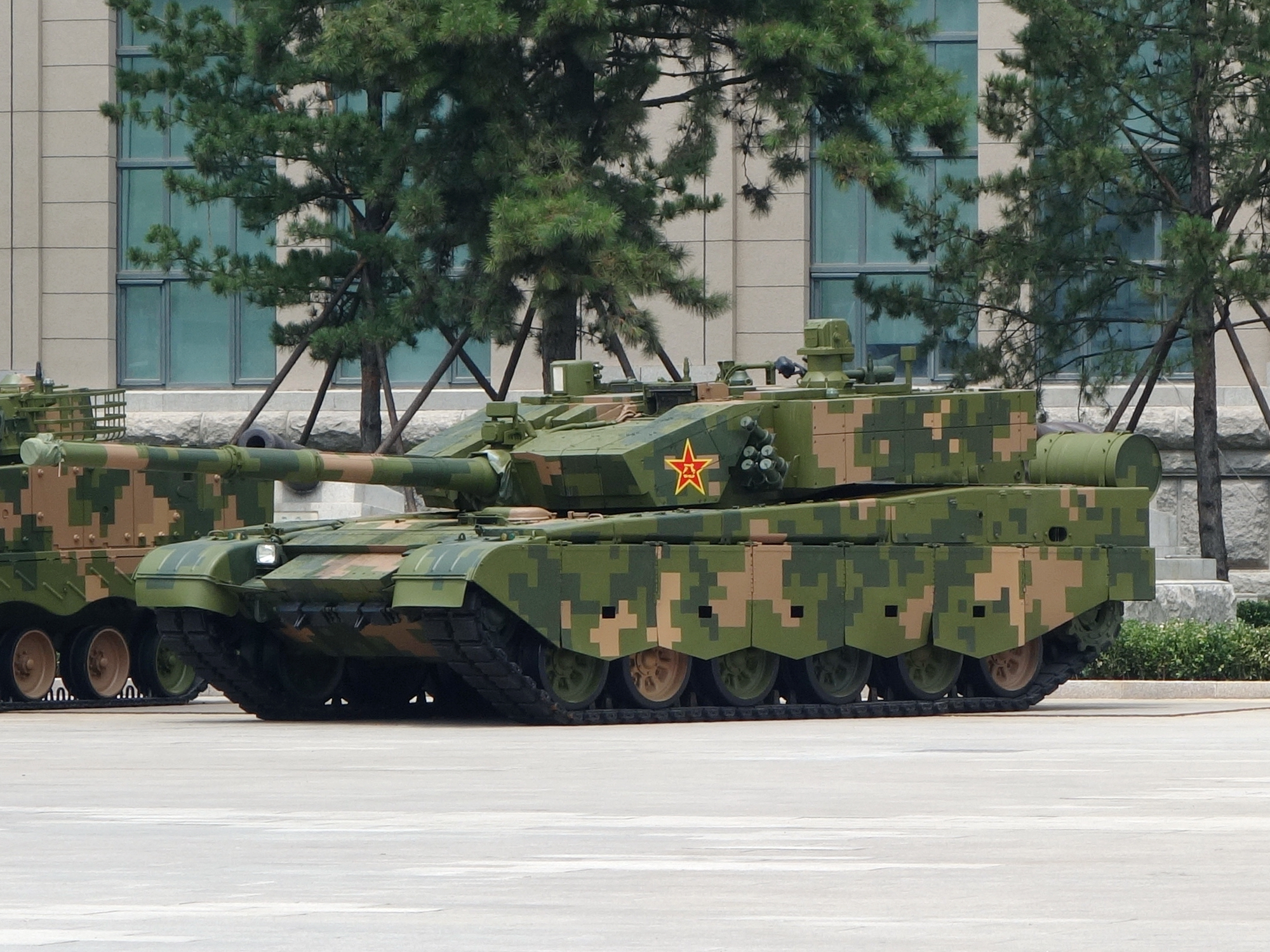
중국 육군 99식 전차

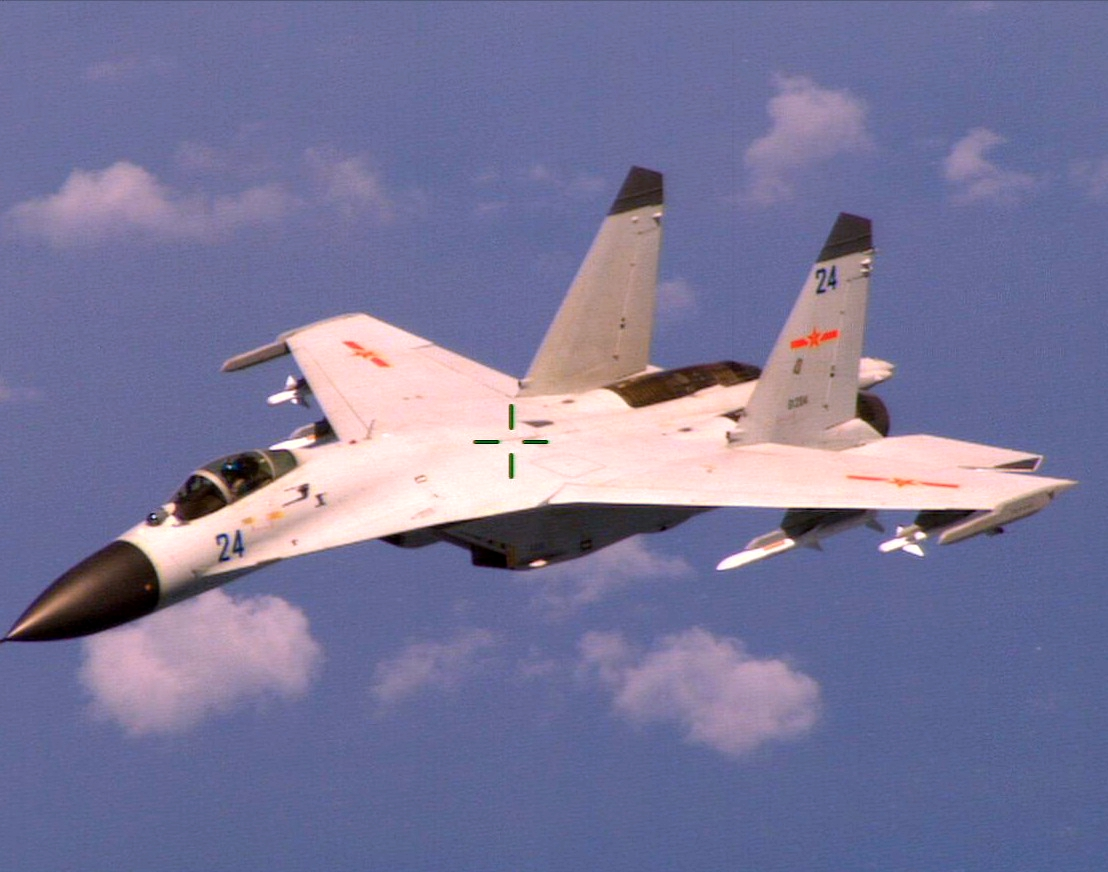
수호이 Su-27SK 전투기를 카피한 선양 J-11 전투기

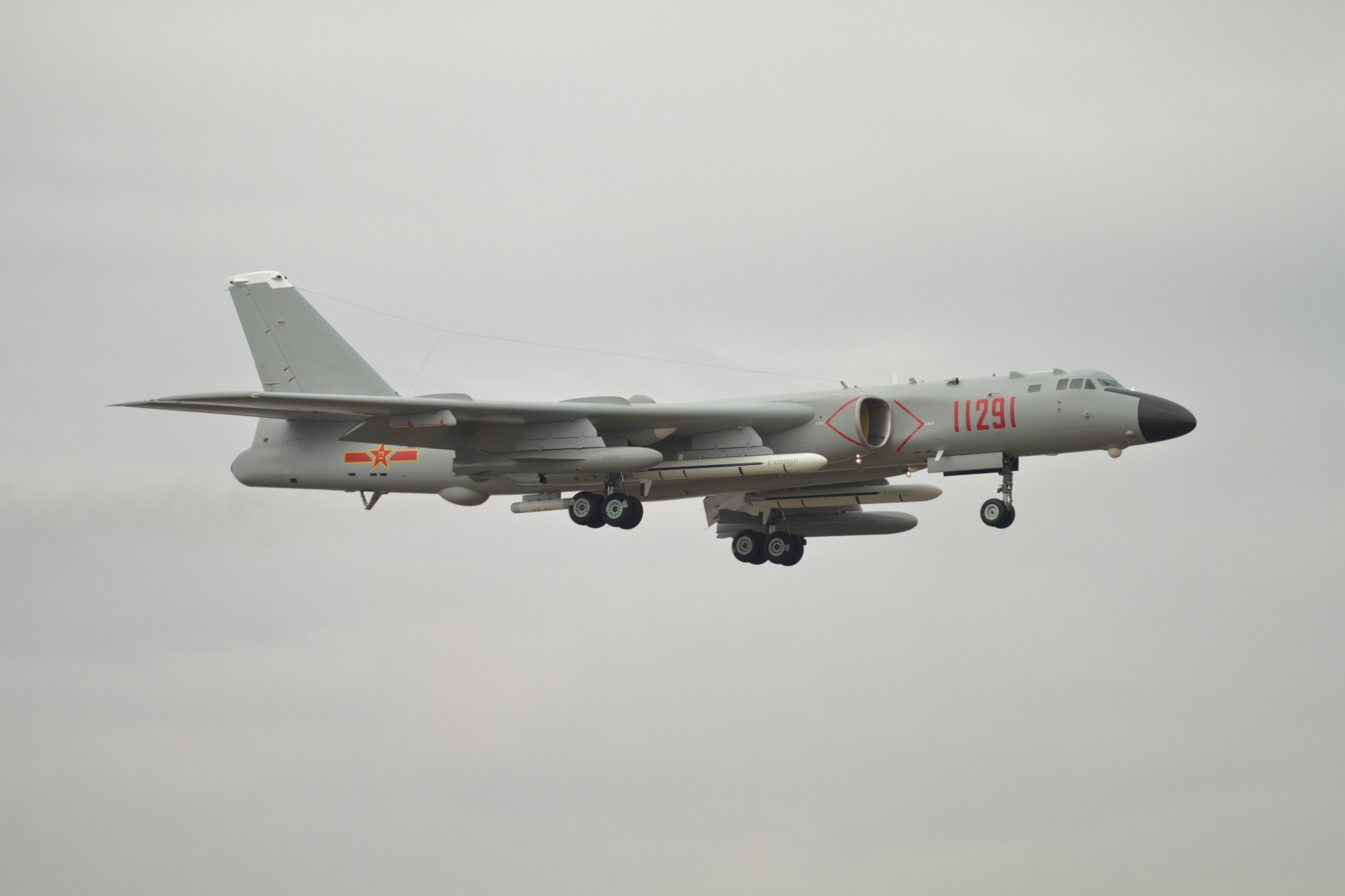
H-6K 폭격기

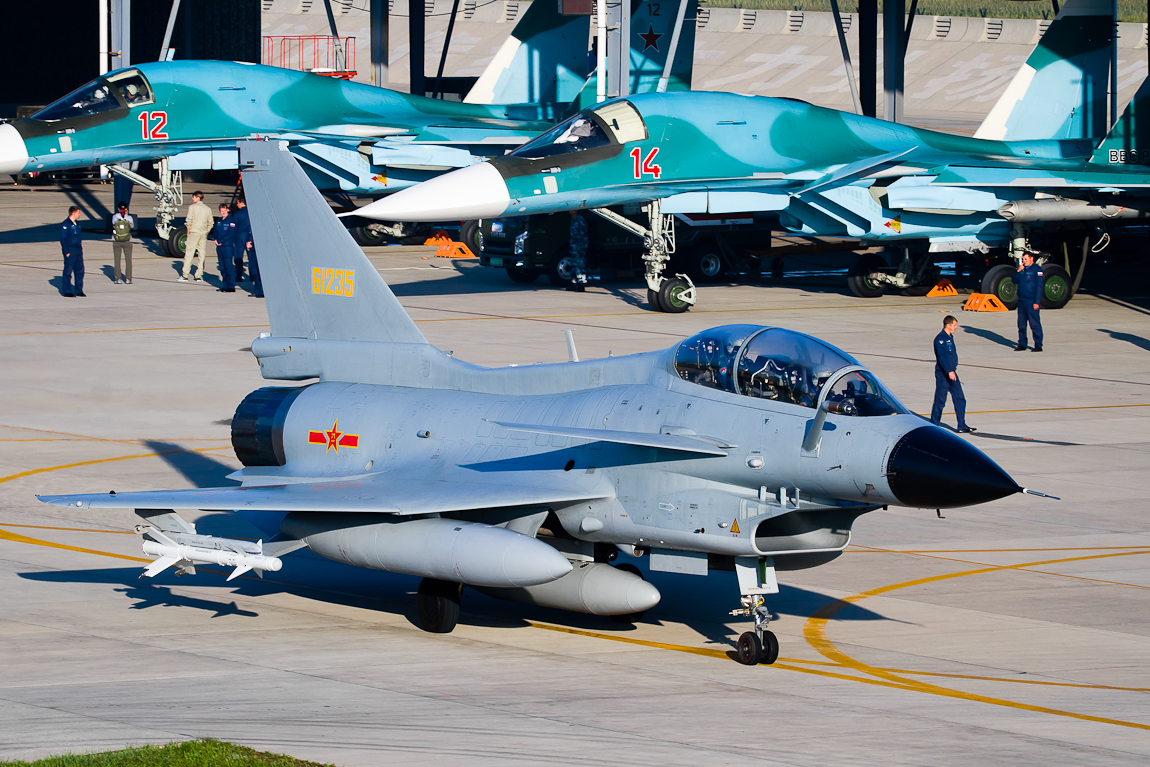
청두 J-10 전투기

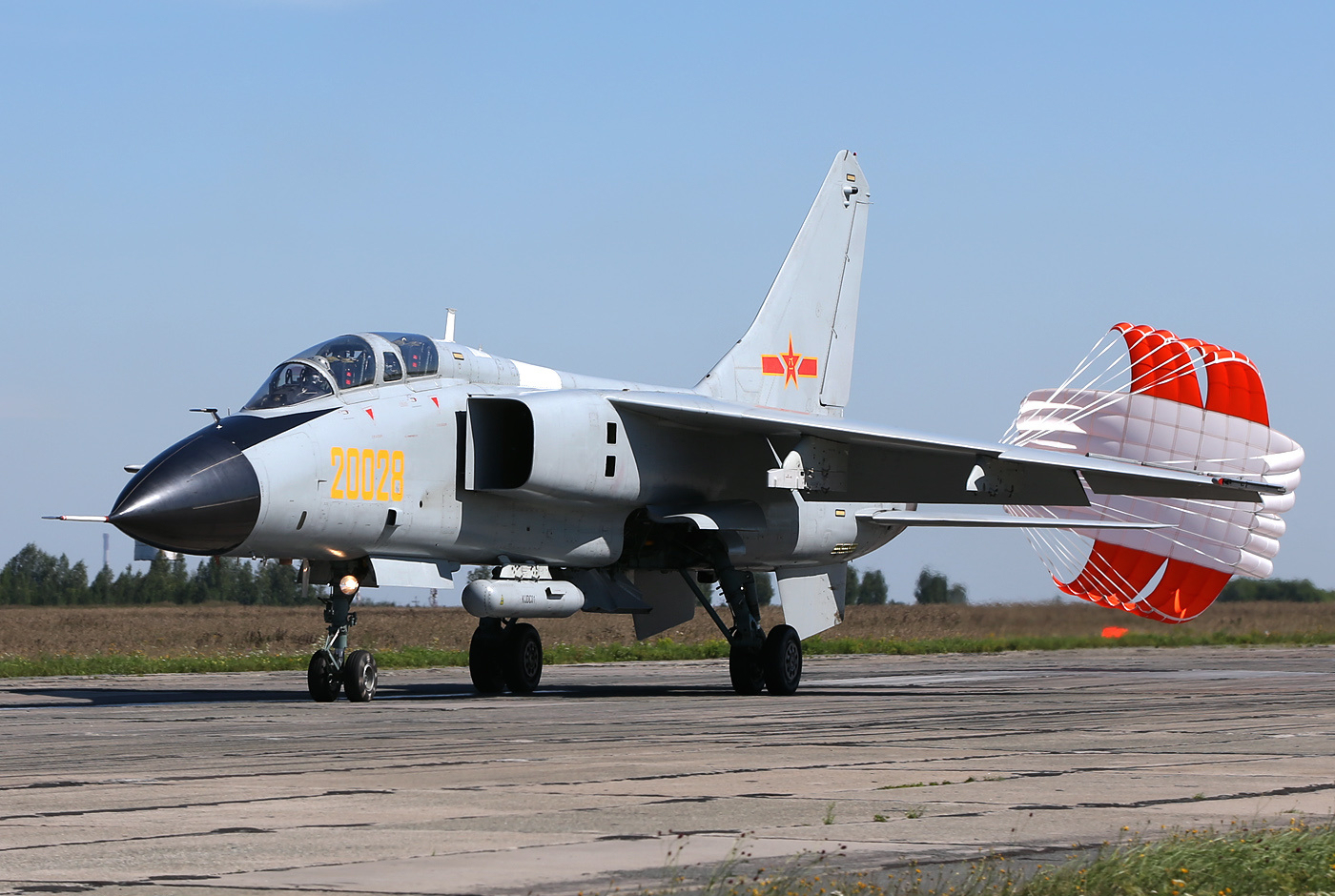
시안 JH-7

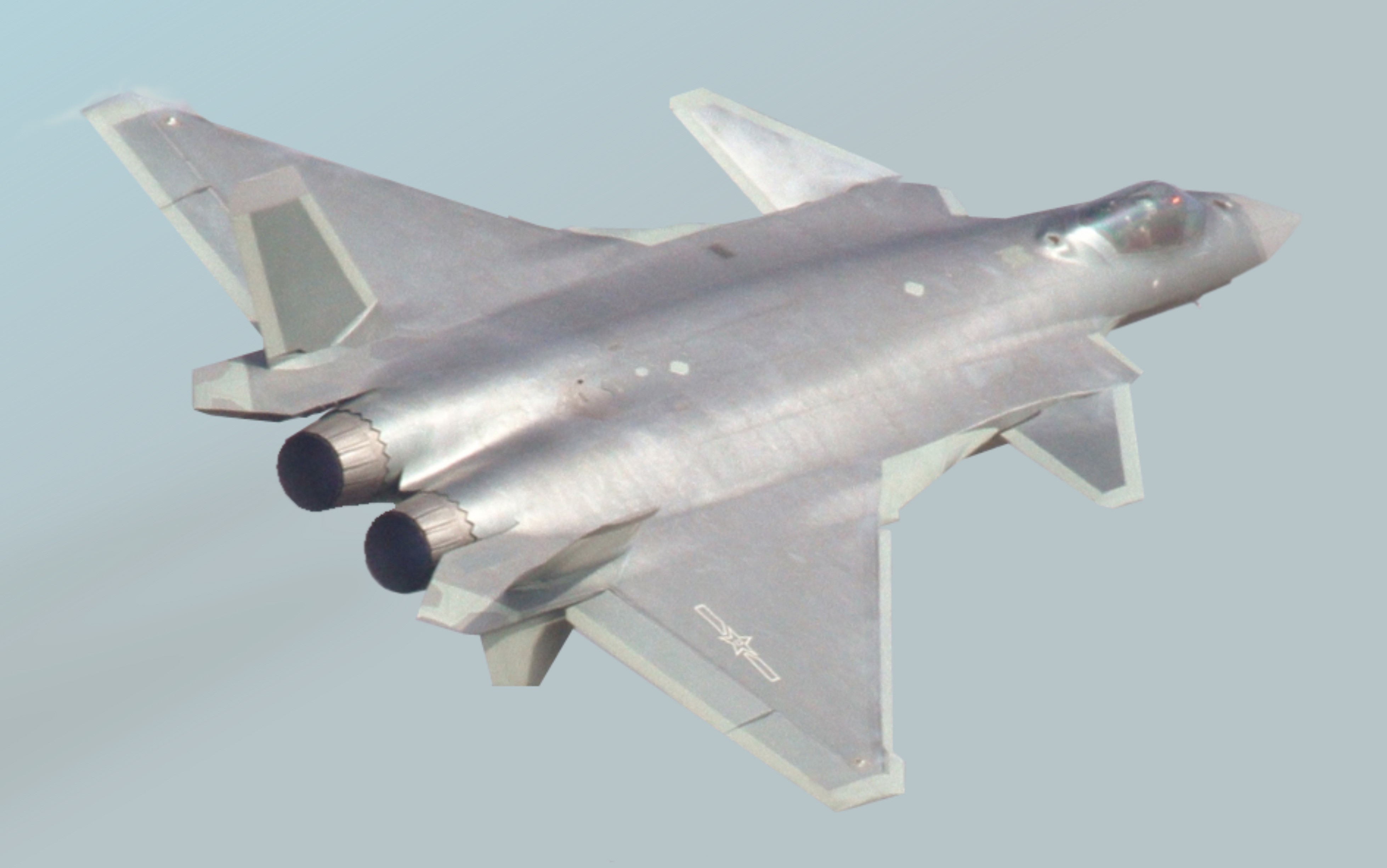
J-20 스텔스 전투기

### 중국 인민해방군 공군 전구별 전력
| 전구 | J-11    | J-10    | J-16   | J-20  | JH-7   | Su-27  | Su-30 | 3세대전투기(계) | 조기경보기(계) |
| ---- | ------- | ------- | ------ | ----- | ------ | ------ | ----- | --------------- | -------------- |
| 중부 | 200(4)  | 130(3)  | 25(1)  | 10(1) | 25(1)  | 50(1)  | 0     | 430             | 10             |
| 북부 | 150(3)  | 60(2)   | 50(2)  | 0     | 50(1)  | 0      | 0     | 260             | 8              |
| 동부 | 100(2)  | 125(3)  | 25(1)  | 10(1) | 125(3) | 25(1)  | 70(2) | 340             | 14             |
| 남부 | 0       | 125(3)  | 25(1)  | 0     | 0      | 25(1)  | 25(1) | 200             | 0              |
| 서부 | 200(4)  | 20(1)   | 0      | 0     | 70(2)  | 25(1)  | 0     | 225             | 6              |
| 전체 | 620(13) | 460(12) | 128(5) | 20(2) | 270(7) | 100(3) | 97(2) | 1,695           | 38             |

## 한국군의 북부전구 언급

### 한반도의 최대 위협은 북한군이 아닌 중국군 북부전구다
이는 2020년 7월 1일 대한민국 국군이 한 말이다. 구체적으로는 육군교육사령부에서 나왔다. 북한의 위협에 대응하는 계획이 ‘플랜A’라면 플랜B는 미·중 패권 다툼 속 중국·일본과 같은 인접국의 군사력 증강에 대비하는 전략이라는 문재인 정부 기간동안의 국군이 내비친 비젼과 맥을 같이 한다. 뜻을 풀이하자면, 군사력이나 측면에서 북한이 추락하고 중국이 상승하고 있기 때문에 장래의 대한민국의 유력한 위협은 "만주지역에 상주해 있는 중국군"이 될 수 있다는 전망을 담았다.

## 같이 보기
- 동부전구
- 서부전구
- 남부전구
- 중부전구
- 중국 인민해방군